# Ilkal
Ilkal é um cidade no distrito de Bagalkot, no estado indiano de Karnataka.

## Geografia
Ilkal está localizada a 15° 58′ N, 76° 08′ L. Tem uma altitude média de 585 metros (1919 pés).

## Demografia
Segundo o censo de 2001, Ilkal tinha uma população de 51 956 habitantes. Os indivíduos do sexo masculino constituem 51% da população e os do sexo feminino 49%. Ilkal tem uma taxa de literacia de 62%, superior à média nacional de 59,5%: a literacia no sexo masculino é de 72% e no sexo feminino é de 52%. Em Ilkal, 14% da população está abaixo dos 6 anos de idade.